# Eutelia promiscua
Eutelia promiscua är en fjärilsart som beskrevs av Saalmüller 1891. Eutelia promiscua ingår i släktet Eutelia och familjen nattflyn. Inga underarter finns listade i Catalogue of Life.